# 게렛 신학교

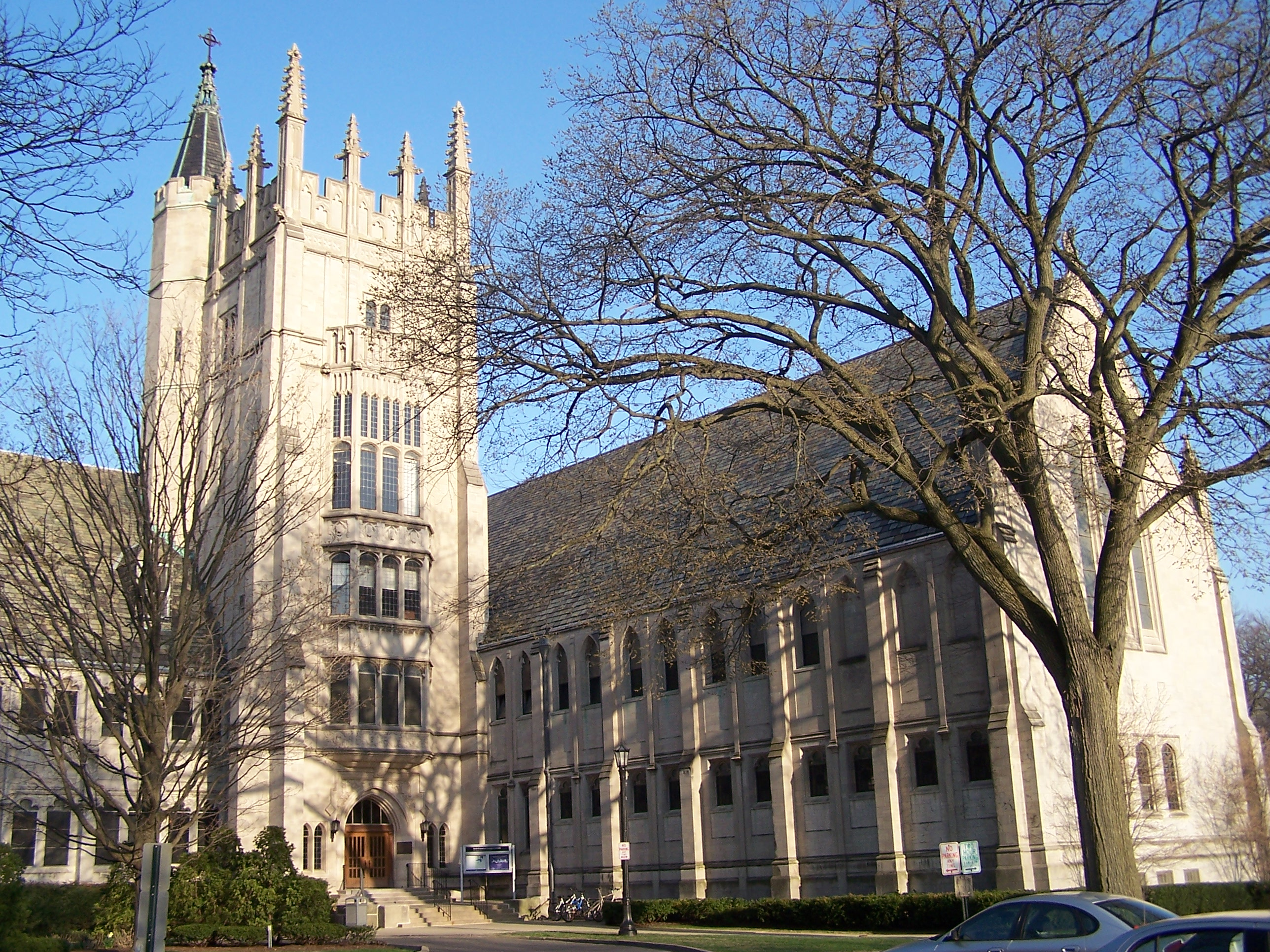

개릿 신학교(Garrett-Evangelical Theological Seminary)는 미국 일리노이주 에번스턴에 위치한 감리교 신학대학원이다. 1853년에 설립되었다. 학교 건물이 노스웨스턴 대학교의 캠퍼스에 위치해 있다. 신학 분야에서 석사와 박사 학위를 수여한다. 최초의 여성 신학교 졸업생을 배출하는 등 여성 사목 분야의 선구자로 평가받고 있다. 흑인 목회 분야에서도 마찬가지이다.
본래 'Garrett Theological Seminary'라는 명칭을 쓰다가 1974년에 'Evangelical Theological Seminary'와 통합하여 현재의 명칭으로 바뀌었다. 성서학자인 민경식 박사와 김상복 박사가 게렛 신학교에서 공부하였다. 예배학자인 김명실 박사도 게렛 신학교에서 공부하고 현재는 영남신학대학교 조교수로 재직중에 있다. 한국인으로서 조원희 교수가 조직신학교수로 있다.